# Thérouanne
 Thérouanne  es una población y comuna francesa, situada en la región de Norte-Paso de Calais, departamento de Paso de Calais, en el distrito de Saint-Omer y cantón de Aire-sur-la-Lys.

## Historia
La ciudad fue parte del Estado Borgoñón desde 1369. Ocupada por Francia en 1477 a la muerte de Carlos el Temerario, el Tratado de Arrás de 1482 concedió la ciudad a Francia.
En 1513, tras la batalla de Guinegate la villa fue tomada por las tropas de Enrique VIII el 22 de agosto, procediendo a destruir las murallas y bastiones. La fortaleza fue reconstruida por los franceses en 1521, desde donde atacaban los Países Bajos de los Habsburgo.
Durante la Guerra italiana de 1551-1559 fue tomada por las tropas del emperador Carlos I de España, el 20 de junio de 1553. Ordenando su saqueo y destrucción total. Estando abandonada hasta finales del siglo XIX.

## Demografía
| 868 | 877 | 886 | 943 | 971 | 1045 | 1109 |
| Para los censos de 1962 a 1999 la población legal corresponde a la población sin duplicidades (Fuente: INSEE [Consultar]) |     |     |     |     |      |      |